# Улица 28 Мая
Улица 28 Мая (азерб. 28 May küçəsi; прежние названия Вокзальная улица, Телефонная улица, Романовский проспект, Улица 28 апреля) — одна из улиц города Баку, расположенная в Насиминском районе. Начинается от пересечения с проспектом Бюльбюля (до 1991 — проспект Кирова, до 1934 — улица Большая Морская) и тянется до Старого Черногородского моста, где переходит в улицу Мехтизаде (быв. 4-я Заводская). Общая протяжённость — около 1,5 км.

## История
До середины XIX века на месте улицы располагались сады и огороды жителей города. После постройки в 1883 году Бакинского железнодорожного вокзала возникла необходимость прокладывания улицы с твёрдым покрытием, соединяющей вокзал с городом. Первоначальное название улицы — Вокзальная. В 1887 году на прилегающей к улице территории была построена первая в городе телефонная станция, по которой улица получила название — Телефонная. В конце XIX века по Телефонной была пущена конка.
Долгое время считавшаяся городской периферией, где ютилась беднота и бродяги, улица обрела значение после сооружения здесь в 1898 году первой в Баку лютеранской церкви. В начале XX века нефтепромышленник Муса Нагиев построил здесь первые в Баку многоквартирные доходные дома.
В 1913 году улица была переименована в Романовский проспект по случаю 300-летия правления в России дома Романовых.
В 1918 году, после обретения Азербайджаном независимости, улица получила новое название по имени гражданского инженера Вильяма Линдлея, организовавшего снабжение Баку питьевой водой.
В 1923 году, уже после советизации, было решено избавиться от «буржуазной» топонимики и улица была переименована в улицу 28 Апреля, в честь даты провозглашения советской власти в Азербайджане. В советское время улица продолжала застраиваться, как за счёт сноса одноэтажек дворовой системы и замены их на пятиэтажные многоквартирные дома, так и за счёт пристроек к дореволюционным двухэтажным зданиям третьего, четвёртого и пятого этажей.
В 1934 году в самом начале улицы были сданы в эксплуатацию два идентичных массивных здания сталинской архитектуры проекта Микаила Усейнова и Садыха Дадашева, в одном из которых разместился кинотеатр «Низами», а другое позже стало главным отделением информационного агентства «Азертадж». В 1950-х годах был ликвидирован находящийся на бывшей Ярмарочной площади, неподалёку от вокзала, Солдатский рынок, на месте которого был заложен Парк им. Самеда Вургуна и воздвигнут памятник поэту.
В 1967 году под улицей прошла первая линия бакинского метрополитена и появилась станция метро «28 Апреля». В 1991 году улица (как и станция метро) была переименована и стала называться улицей 28 Мая в честь даты провозглашения Азербайджаном независимости в 1918 году.
Сегодня улица 28 Мая — одна из центральных улиц Баку. Движение на отрезке от проспекта Бюльбюля до улицы Зорге — одностороннее с востока на запад. Трамвайная линия, проходившая через восточный отрезок улицы и соединявшая её с Чёрным городом, была ликвидирована в 2004 году.

## Известные жители

Мемориальная доска на стене дома в Баку, в котором жил Азад Мирзаджанзаде

д. 20 — Азад Халил оглы Мирзаджанзаде (1928—2006) — азербайджанский учёный-механик и нефтяник, доктор технических наук (1957), профессор (1959), академик Национальной академии наук Азербайджана (1968), почётный академик АН РБ (1991), заслуженный деятель науки и техники Азербайджанской ССР (1970), почётный нефтяник СССР (1971), почётный работник газовой промышленности СССР (1978), заслуженный нефтяник РБ (1998).

## Галерея

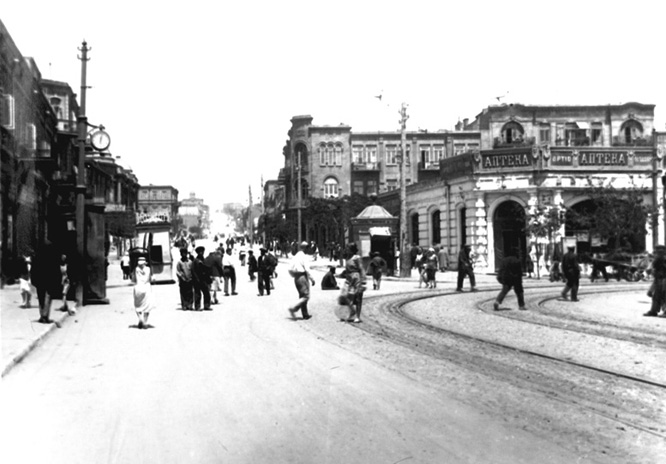
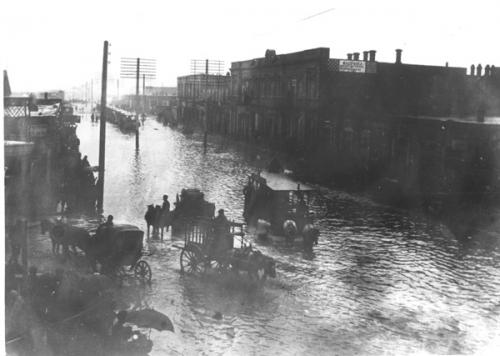
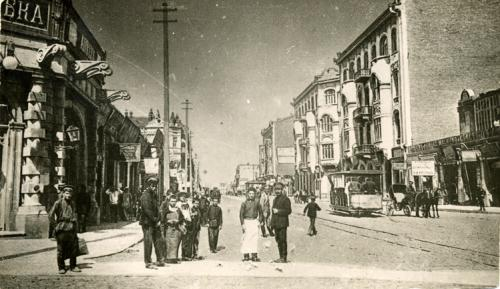
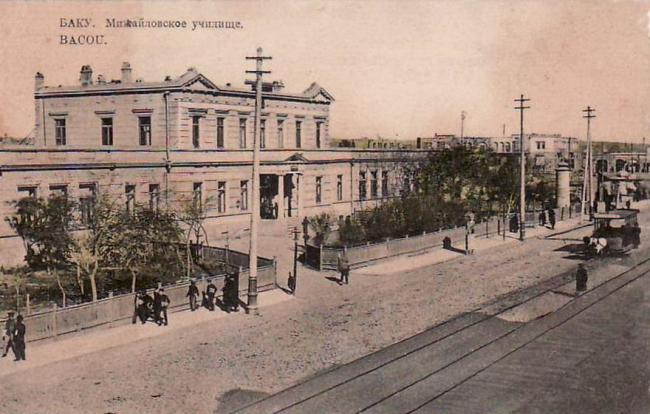

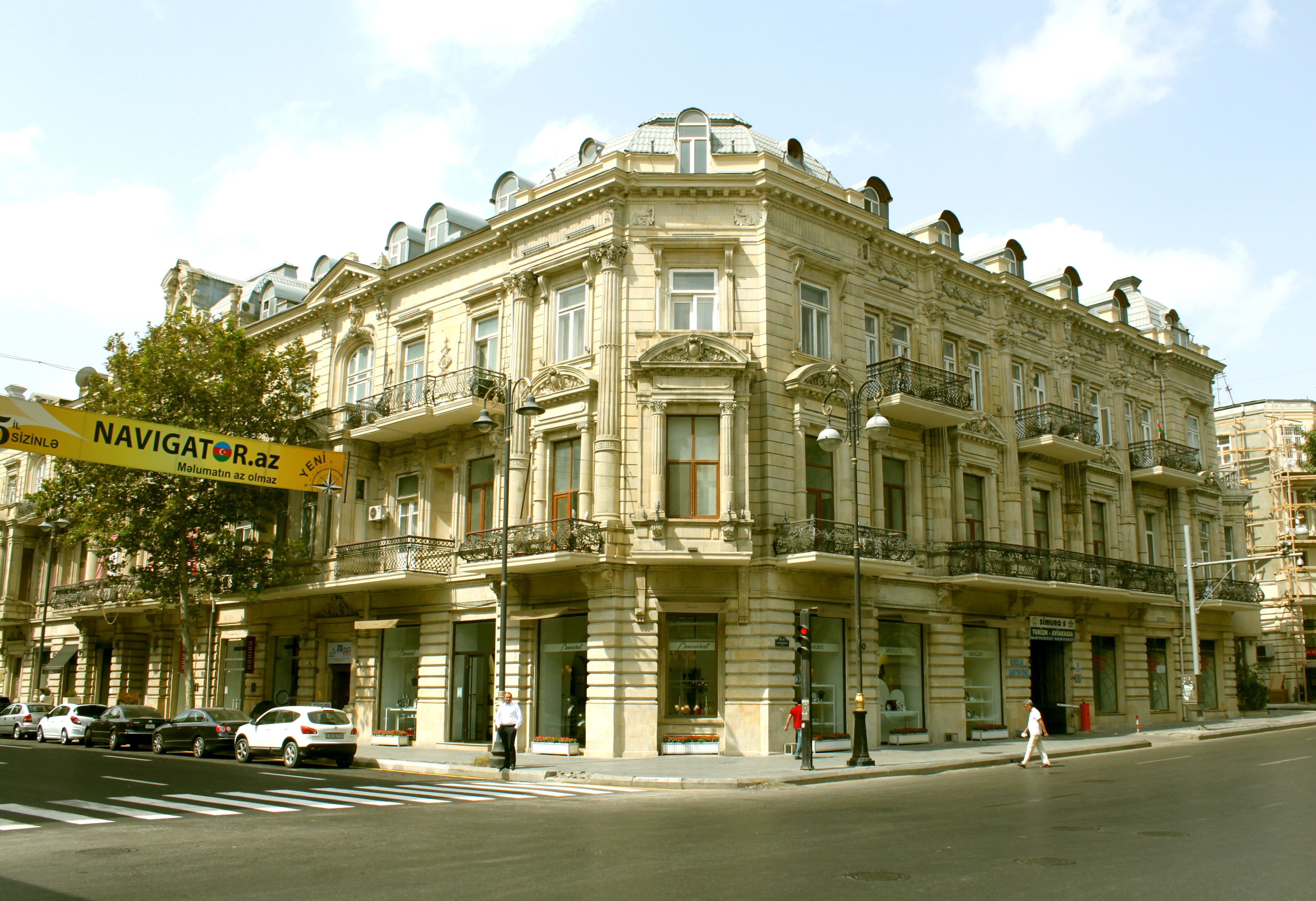
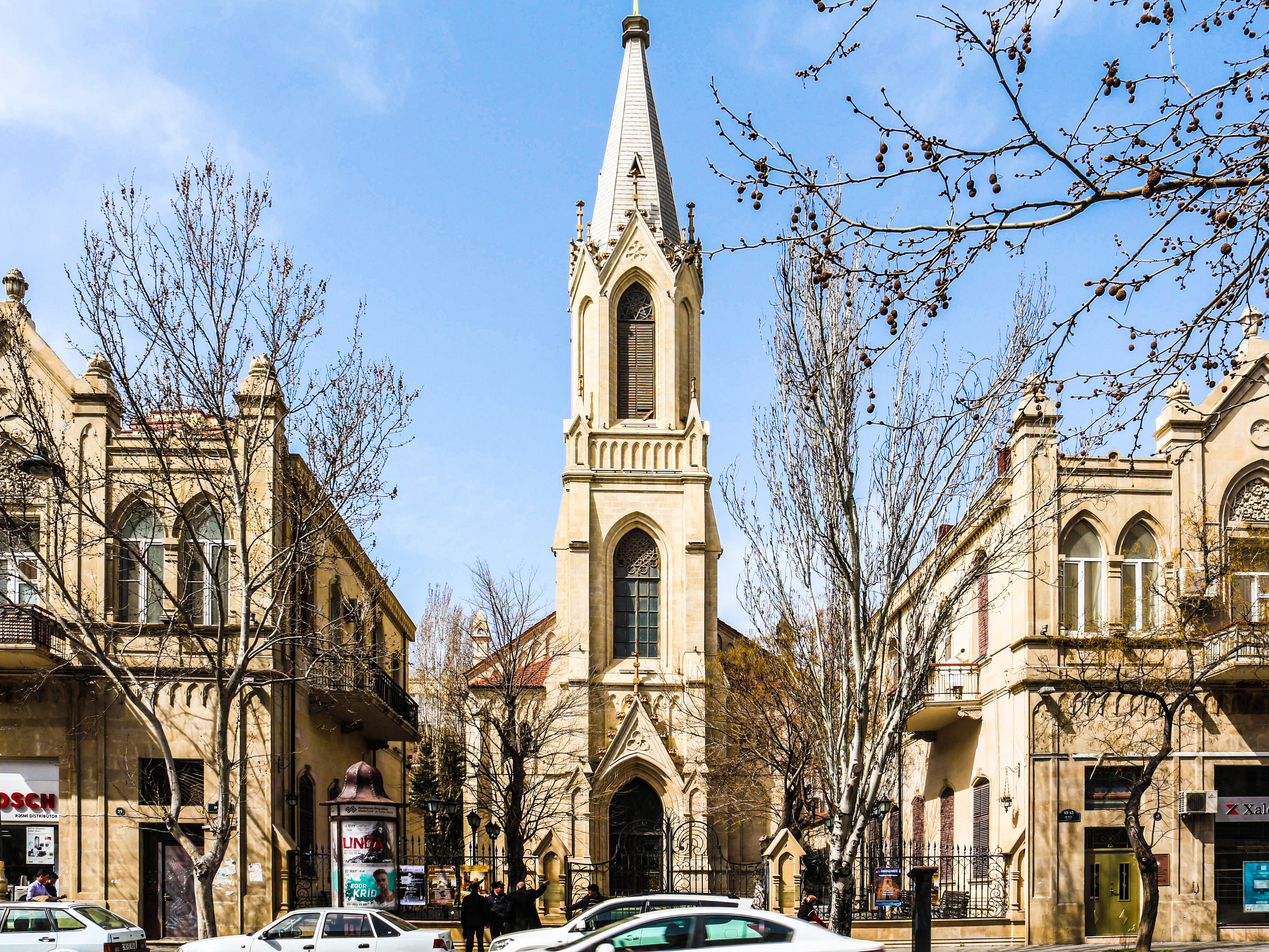
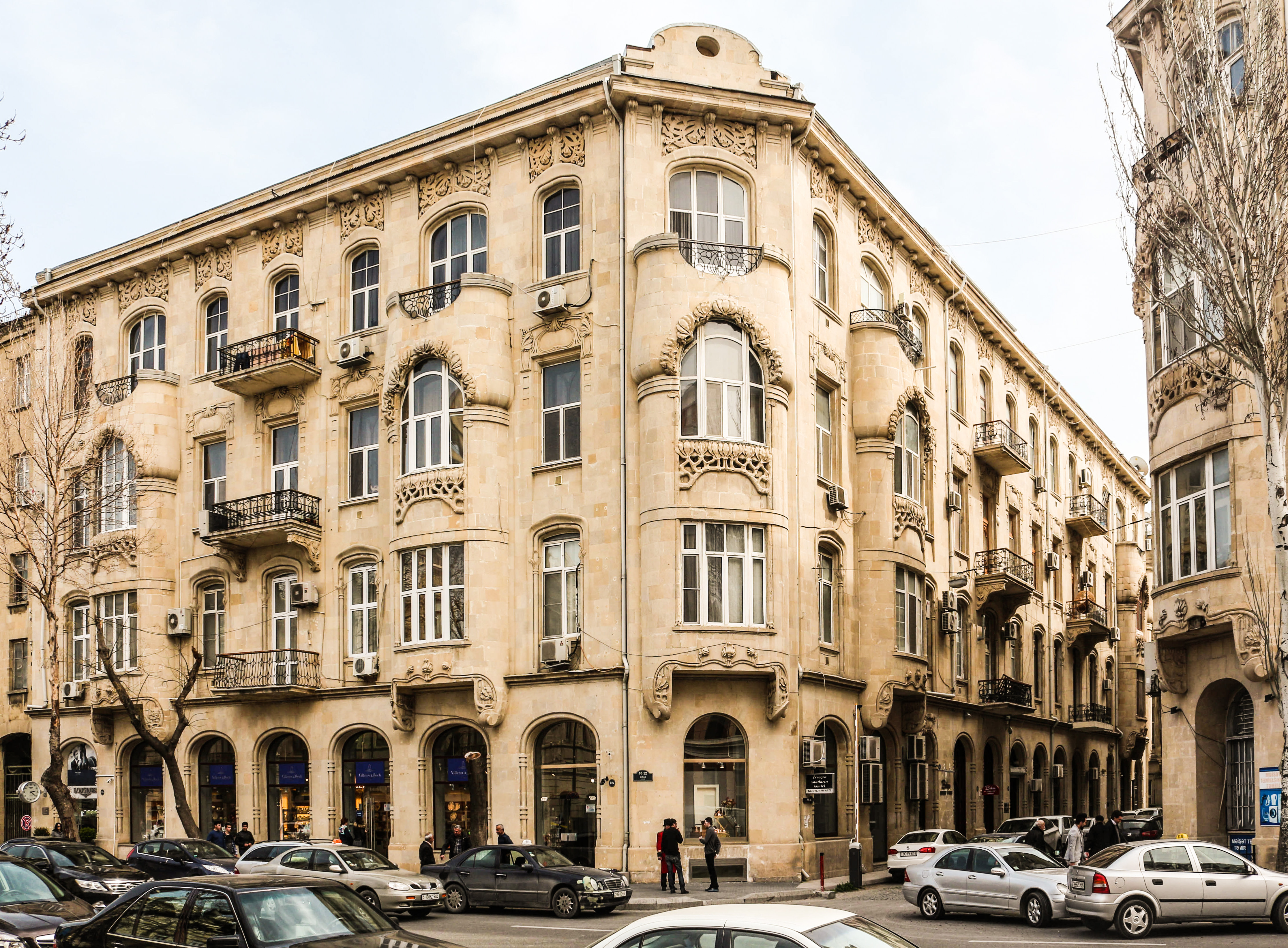
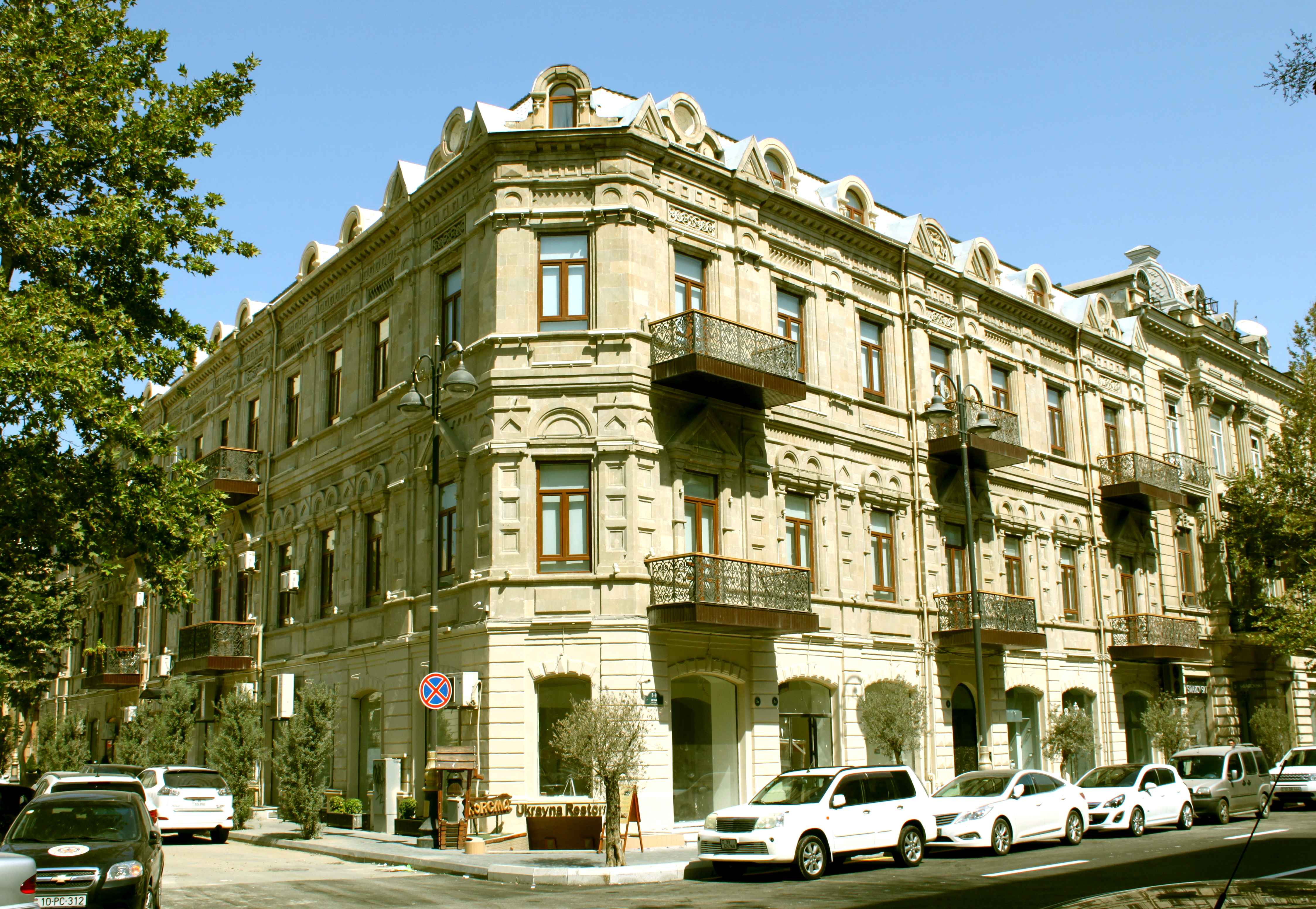
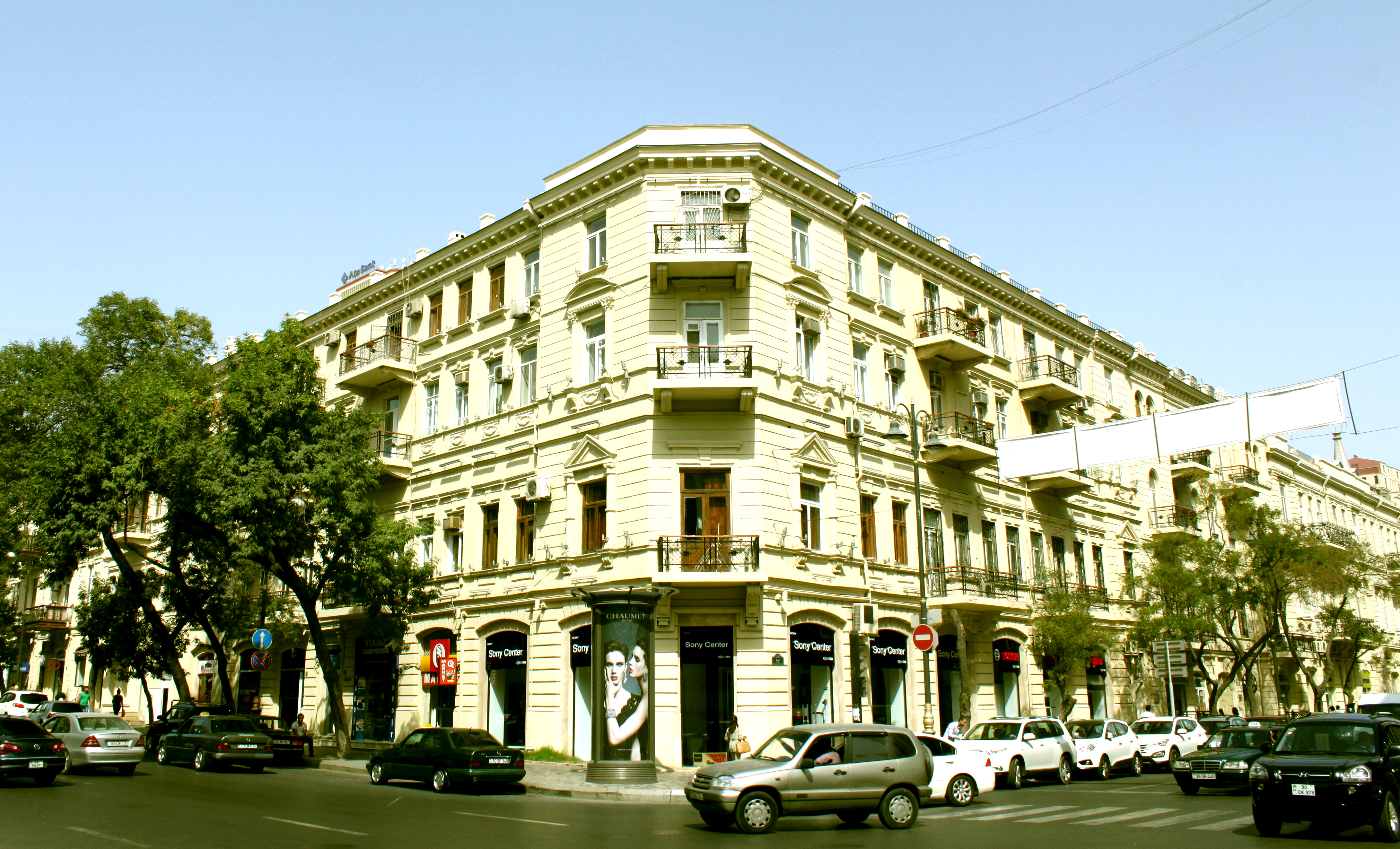
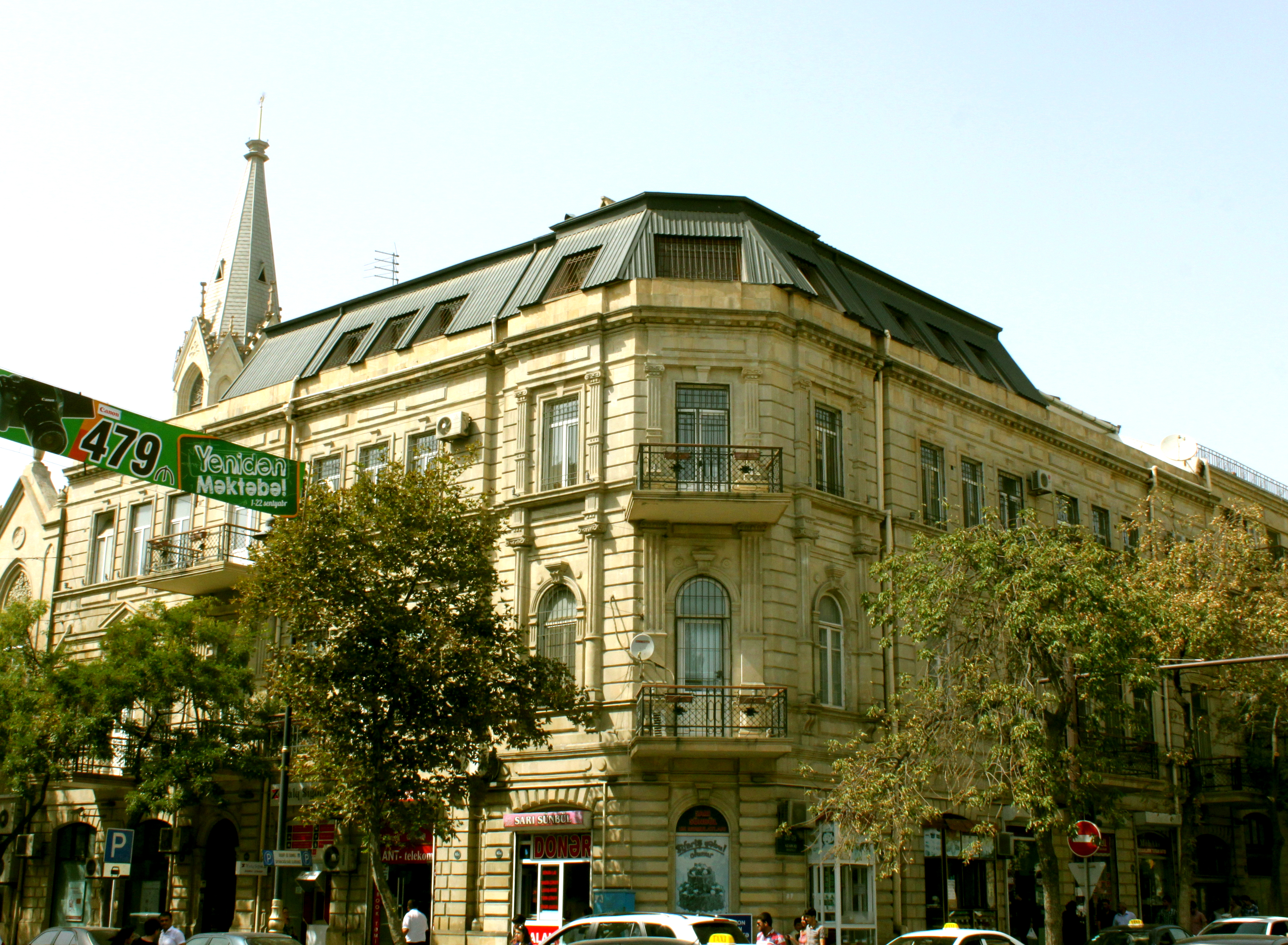
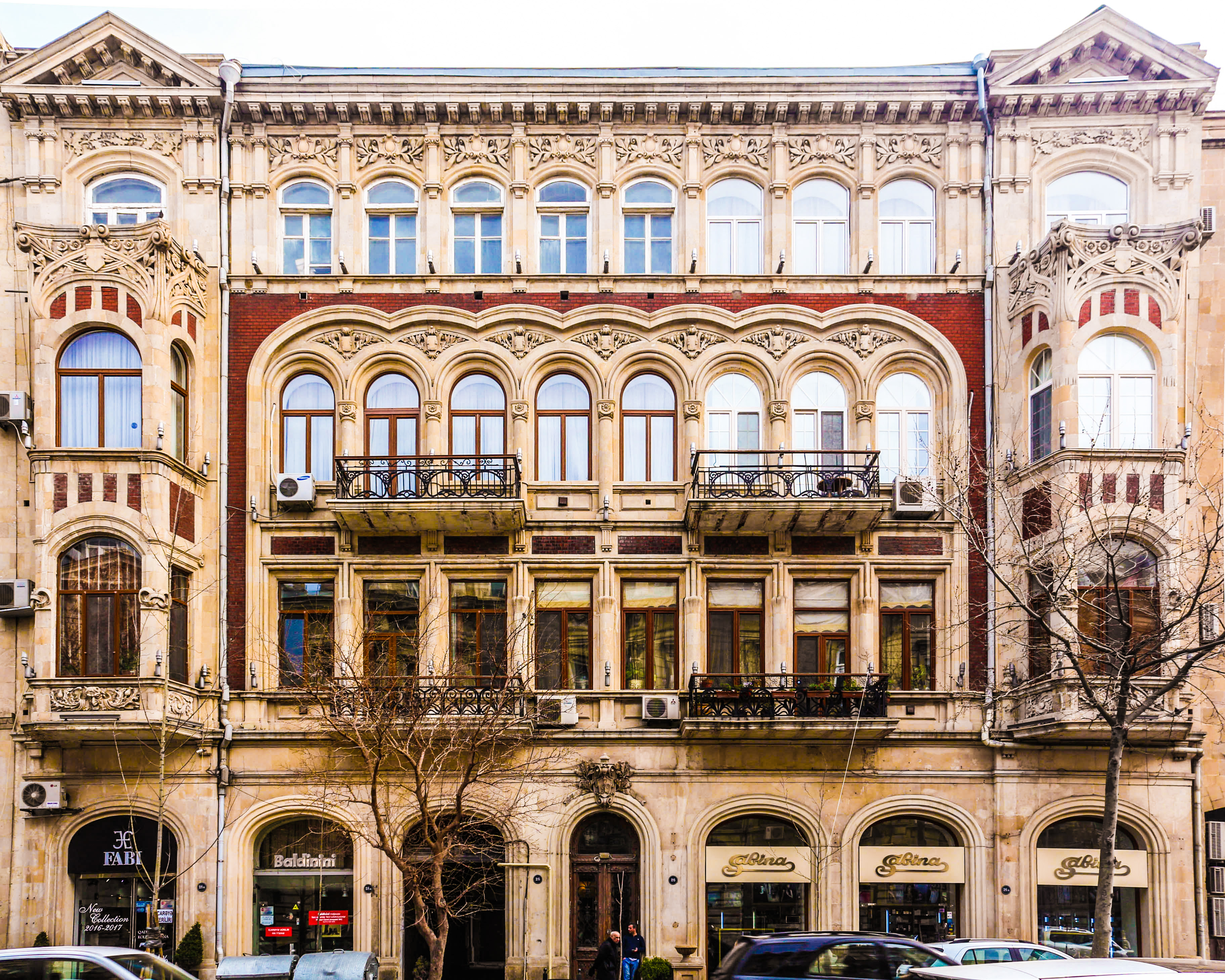
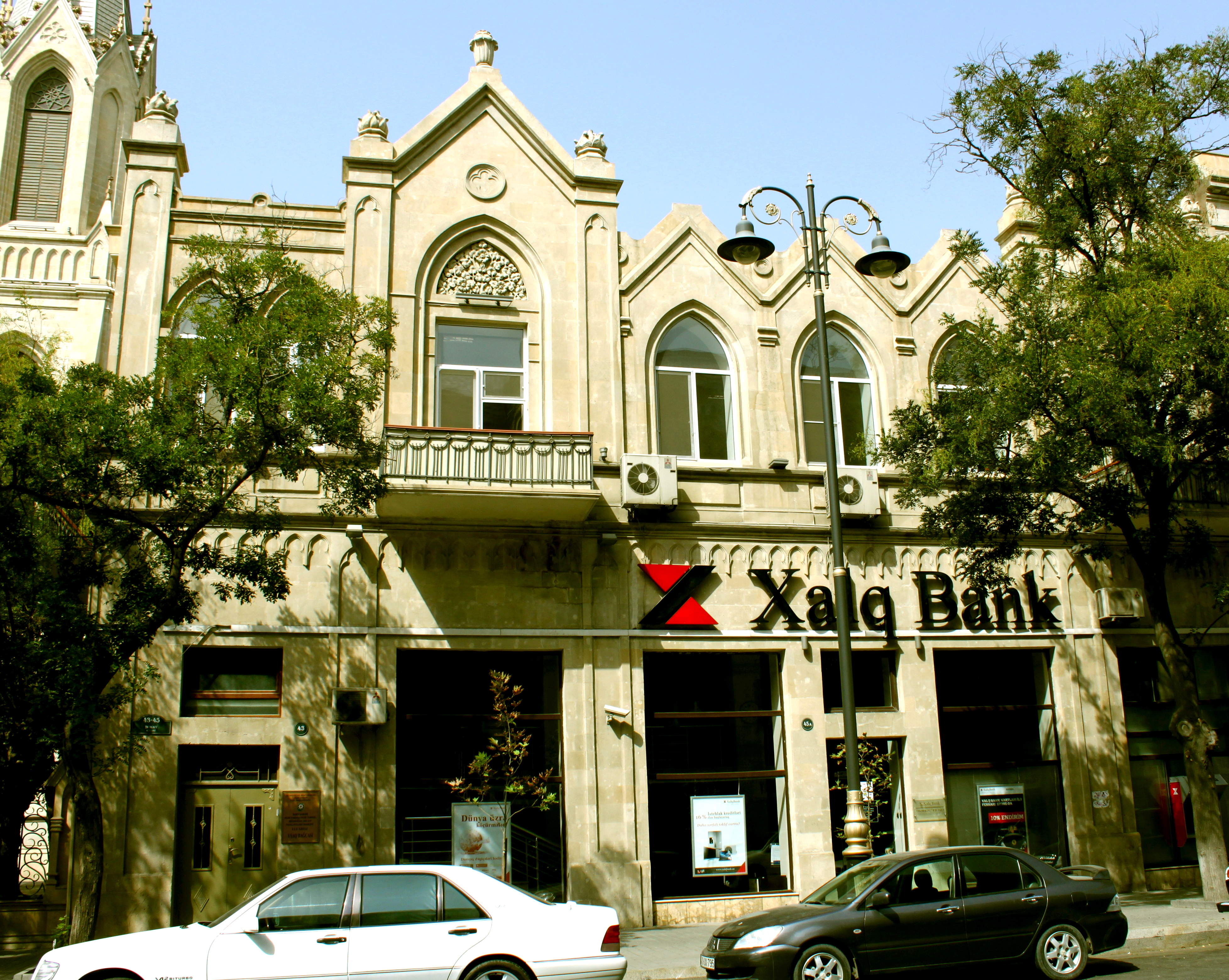

Улица Телефонная.
Улица 28 Мая